# Elecciones legislativas de Rumania de 2024
Las elecciones legislativas se realizaron en Rumania el 1 de diciembre de 2024. Ningún partido obtuvo la mayoría en las elecciones, en las que la Coalición Nacional por Rumanía, liderada por el Partido Socialdemócrata y el Partido Nacional Liberal (PNL), perdió su mayoría en ambas cámaras del parlamento, junto con importantes avances de partidos de extrema derecha como la Alianza para la Unión de los Rumanos (AUR), S.O.S. Rumanía, y el Partido de los Jóvenes (POT).

## Sistema electoral
Tanto los 330 miembros de la Cámara de Diputados como los 136 miembros del Senado son elegidos en 43 circunscripciones plurinominales basadas en los 41 condados de Rumania, el Municipio de Bucarest, así como la diáspora rumana utilizando la representación proporcional de lista de partidos. La ley establece que cada circunscripción recibirá un diputado por cada 73.000 personas y un senador por cada 168.000 personas de acuerdo con los datos de población recopilados por el Instituto Nacional de Estadística (INS). Las circunscripciones no pueden tener menos de 4 diputados y 2 senadores.
Los partidos deben pasar un umbral del 5 % de los votos nacionales o al menos el 20 % de los votos en cuatro circunscripciones. Las alianzas electorales deben pasar un umbral más alto, a saber, el 8% para aquellos con dos partidos miembros, el 9 % para tres y el 10% para las alianzas de más. Se pueden agregar más escaños (actualmente 18) en la Cámara de Diputados para los grupos étnicos minoritarios que compiten en las elecciones y pasan un umbral más bajo.

## Encuestas